# Cobubatha dividua
Cobubatha dividua is een vlinder uit de familie van de uilen (Noctuidae). De wetenschappelijke naam van deze soort is voor het eerst voorgesteld als Eustrotia dividua door Augustus Radcliffe Grote in een publicatie uit 1880.
De soort komt voor in de Verenigde Staten.